# Khalfani Harris
Khalfani Harris (12 de abril de 2001) es un deportista estadounidense que compite en taekwondo.
Ganó una medalla de oro en los Juegos Panamericanos de 2023 y una medalla de bronce en el Campeonato Panamericano de Taekwondo de 2024, ambas en la categoría de –68 kg.

## Palmarés internacional
| Juegos Panamericanos    | Juegos Panamericanos    | Juegos Panamericanos | Juegos Panamericanos |
| Año                     | Lugar                   | Medalla              | Categoría            |
| ----------------------- | ----------------------- | -------------------- | -------------------- |
| 2023                    | Santiago (Chile)        | Medalla de oro       | –68 kg               |
| Campeonato Panamericano |                         |                      |                      |
| Año                     | Lugar                   | Medalla              | Categoría            |
| 2024                    | Río de Janeiro (Brasil) | Medalla de bronce    | –68 kg               |